# Canal del Norte (métro de Mexico)
Canal del Norte est une station de la Ligne 4 du métro de Mexico, située au nord de Mexico, dans la délégation Venustiano Carranza.

## La station
La station est ouverte en 1981.
Son nom provient d'un ancien canal qui reliait la ville à Mexico du temps de la vice-royauté. Le symbole représente une coupe transversale du canal.